# Хлопець з старої Ірландії
«Хлопець з старої Ірландії» (англ. A Lad from Old Ireland) — американська короткометражна чорно-біла німа драма режисера Сідні Олкотта 1910 року. Це перша американська кінострічка, яка була зфільмована за межами США. 

## Синопсис
Хлопець з Ірландії приїжджає до Америки і йому щастить, тому, що він забувають бідність, яку він залишив позаду. Він повертається, щоб врятувати свою кохану. оскільки її родину збираються виселити з їх землі.

## У ролях
- Сідні Олкотт — Террі О'Коннор
- Джин Ґонтьє — Айлін
- Томас О'Коннор — Мерфі, господар
- Артур Дональдсон — священик
- Дж. П. Макґовен — секретар виборчої комісії
- Роберт Дж. Віньола — чоловік в офісі кампанії
- Джейн Вульф — Елсі Мирон, американська спадкоємиця
- Аньєс Мейп — мати Айлін
- Лаурен Сентлі